# خمیرابه

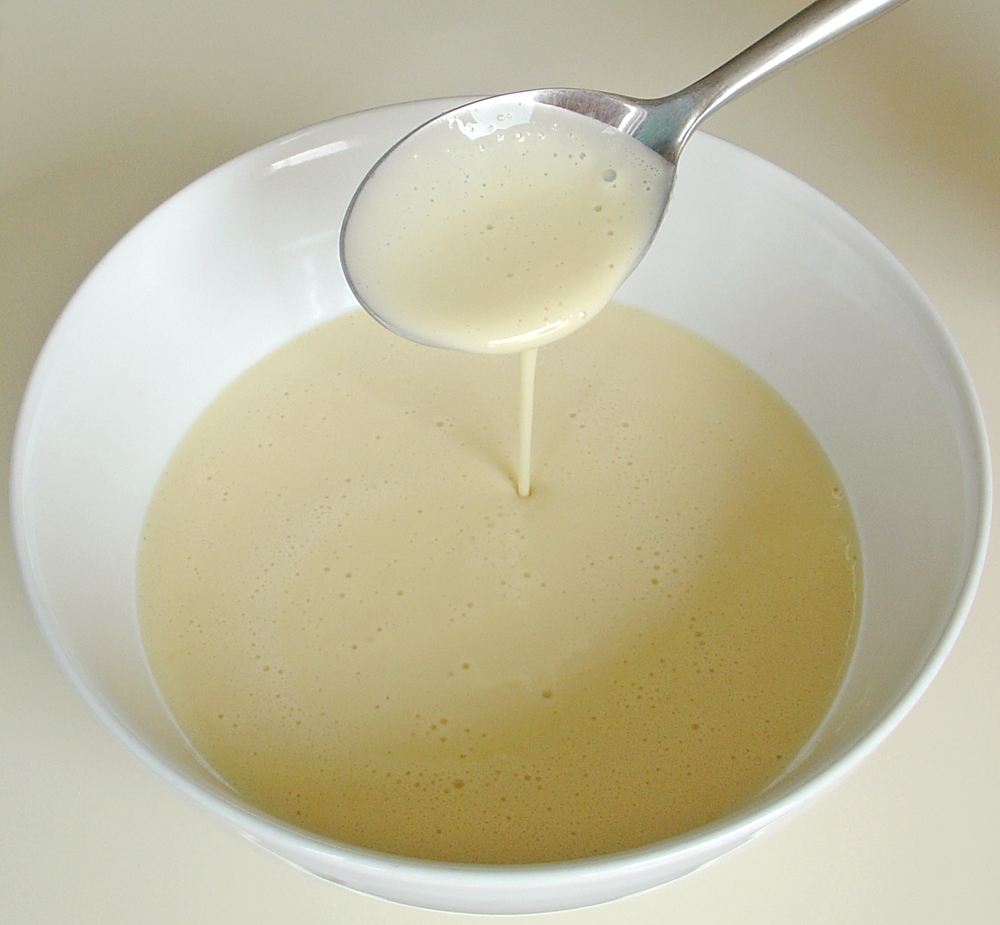
خمیر رقیقی که برای تهیهٔ پن کیک استفاده می‌شود.

خمیرابه مخلوط رقیقی است از آرد و شیر و نمک و مواد رنگی و طعم‌دهنده که برای پوشش دادن ماهی و مرغ و همچنین تهیهٔ برخی محصولات آردی استفاده می‌شود. بسیاری از خمیرابه‌ها از غلات به خصوص آرد گندم و مایعاتی مانند آب، شیر یا تخم مرغ درست می‌شوند. اغلب یک ماده ورآورنده مانند پودر بیکینگ نیز برای تخمیر خمیر یا افزودن عطر و طعم بکار می‌رود. به جای آن ممکن است در برخی از دستورهای غذایی از آب‌های گازدار یا یکی دیگر از مایعات گازدار مانند آبجو مورد استفاده قرار گیرد.
گرانروی خمیرابه‌ها متغیر است. ممکن است بسیار سفت باشد به حدی که با برگرداندن قاشق از آن نریزد یا در حد خامه بسیار رقیق باشد و به حدی که بتوان یک قطره از آن را از قاشق ریخت. گرمایی که برای این خمیر بکار می‌رود، معمولاً برای سرخ کردن، تنوری کردن یا بخارپز کردن جهت پخت مواد تشکیل دهنده و تبدیل خمیر به شکل جامداست. طعم این خمیر ممکن است شیرین یا خوش‌مزه باشد، اغلب به آن یا شکر یا نمک (گاهی هر دو) اضافه می‌شود. بسیاری از طعم دهنده‌های دیگر از قبیل گیاهان دارویی، ادویه‌جات، ترشی‌جات، سبزیجات و میوه جات نیز ممکن است به مخلوط خمیر اضافه شود.

## موارد استفاده
- کیک، کیک فنجانی، پیراشکی
- پنکیک
- وافل
- تمپورا، پاکوره
- چیپس و ماهی
- شمال آمریکا بیسکوئیت، کلوچه